# Качкові
Качкові (Anatidae) — широко поширена і найчисленніша родина водоплавних птахів ряду гускоподібних (Anseriformes), що включає близько 150 сучасних видів птахів, розбитих на 40—50 родів, багато з яких носять назву качок. Деякі види, такі, як крижень або сірий гусак, з давніх часів були одомашнені людиною і розводяться заради м'яса, яєць і пуху, інші є об'єктом мисливського промислу.
Їхні лапи перетинчасті (за винятком гавайської гуски) та розташовані далеко позаду на тілі. Це робить їхню ходу на землі дещо незграбною, але качки не такі незграбні під час ходьби, як багато морських птахів. Шия часто помітно довга – особливо у гусей і лебедів. Розмір (за довжиною: від дзьоба до кінчика хвоста) качок коливається від 30 см (чирянка-крихітка) до 180 см (лебідь-трубач), вага від 230 г до 14,3 кг (лебідь-шипун). Розмах крил лебедя-трубача може становити 240 см. Оперення дуже щільне і регулярно змащується секретом добре розвинених залоз, щоб зробити його водовідштовхувальним.

## Еволюція та систематика

### Еволюція
Качкові відносяться до стародавнього ряду гускоподібних птахів, чиї предки мешкали на землі ще в кінці Крейдяного періоду або в ранньому Палеоцені, 80—50 млн років тому. Про це, зокрема, свідчить викопна знахідка в американському штаті Нью-Джерсі, класифікована як Anatalavis rex (Shufeldt 1915) і, ймовірно, близька до напівлапчастої гуски. Найдавніші викопні залишки, що належать безпосередньо до качкових, були виявлені в американському штаті Юта і відносяться до пізнішого періоду — верхнього Еоцену (40—50 млн років тому). За залишками крила вони були ідентифіковані як представники роду Eonessa. Традиційно качкові розглядаються як сестринська група по відношенню до паламедей (Anhimidae), що разом з ними що входить до ряду гускоподібних. Передбачають, що їх поширення на Землі почалося на одному з материків в Південній півкулі.

### Класифікація

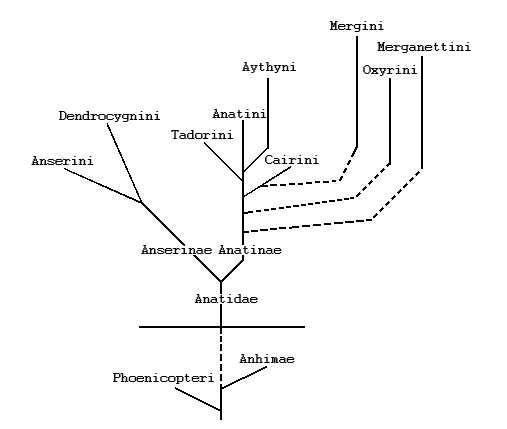
Схема теоретичних стосунків підродин і триб качиних, побудована на підставі досліджень Делякура та Майра (1945)

Хоча систематика качиних має давню та обширну історію, за рядом родів і видів цієї родини серед орнітологів досі зберігаються істотні розбіжності. Цьому, зокрема, сприяє незвичайно великий відсоток схрещування серед птахів, що належать до різних видів, родів і навіть триб. У качкових часто зустічається подвійна, потрійна та зворотна гібридизація, що призводить до утворення всіляких форм — набагато частіше, ніж у будь-якій іншій родині птахів.
Першим вченим, який спробував класифікувати птахів, у тому числі лебедів, качок та гусей, вважається старогрецький філософ і основоположник систематики тварин Аристотель, який у своїх записах об'єднав їх, поряд з бакланами та пірникозами, у рід перетинчастолапих, або водоплавних
(Steganopoda). Далі, у період з кінця XVII i до початку XX століть робилися неодноразові описи птахів в цілому, та качок і гусей зокрема, проте усі вони враховували лише невелику кількість зовнішніх характеристик, таких як форма дзьоба або ніг, за якими і визначалася приналежність до тієї або іншої групи.
Найбільший внесок у класифікацію до цього періоду внесли Френсіс Вілловбі (1635–1672), Карл Лінней (1707–1778), Карл Іллігер (1775–1813), Жан-Батіст Ламарк (1744–1829), Макс Фюрбрінгер (1846–1920) і Ганс Гадов (1855–1928). У російській науці систематичним описом птахів займалися Михайло Мензбір (1855–1935) та Сергій Бутурлін (1872–1938).
Сучасні детальні описи родини почали з'являтися лише в середині XX століття, i одній з перших у цьому ряду стала система, яку запропонували 1945 року у праці «The family Anatidae» француз Жан Делякруа та німемь Ернст Майр.

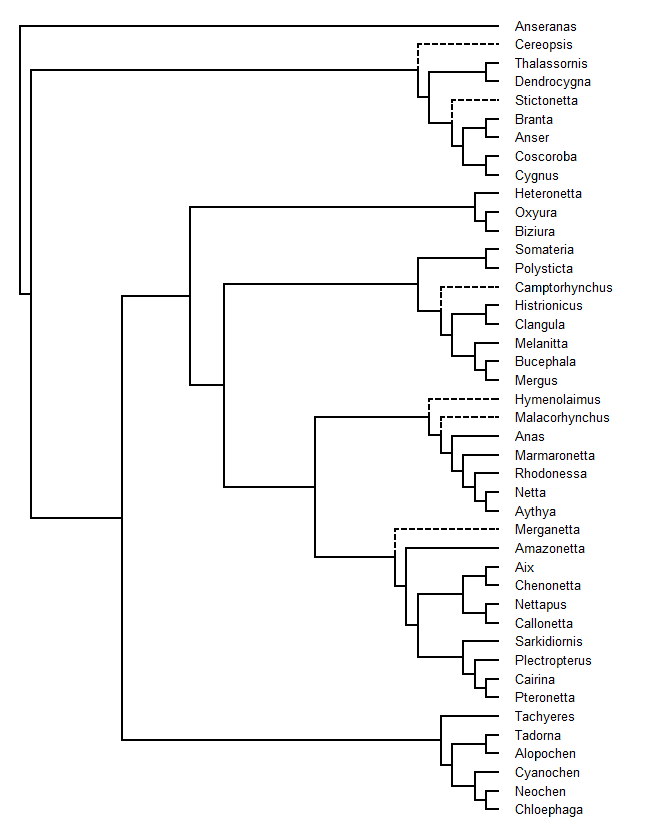
Класифікація родини Anatidae П. Джонсгарда (1978)

На відміну від своїх попередників, Делякруа і Майр стали враховувати максимально велику кількість морфологічних та поведінкових ознак, таких як довжина шиї, колір дорослих птахів та пташенят, розташування щитків на цівці, особливості розмноження та багато інших. Було додано досі рідко використовувану біологічну категорію триб, які об'єднують кілька родів у підродини за загальними зовнішніми ознаками, поведінковими характеристиками та особливостями біології і екології.
Перша редакція дещо досконалішої системи Пола Джонсгарда вийшла в світ у 1961 році; пізніше вона зазнала кількох змін. У цій системі, на відміну від класифікації Делякруа и Майра, монотипні роди Cereopsis та Stictonetta було виділено в окремі триби, а напівлапчасту гуску вирішили помістити в окрему підродину.. Класифікацію Джонсгарда часто використовують у сучасній орнітологічній літературі. Починаючи з 1986року з'явився ряд праць американського орнітолога Бредлі Лайвезі, основаних на детальному (близько 150 морфологічних ознак) дослідженні ряду гусеподібних, в результаті яких з'явилася інша система з рядом нових таксонів.
Серед російських робіт, присвячених класифікації ряду гусеподібних (включаючи й родину качкових), можна відзначити «Базовий список Гусеподібних (Anseriformes) світової фауни», який розробили орнітологи Коблик і Редькін і який вийшов у світ 2004 року. Система класифікації взяла за основу систему Лайвезі, яку той описав у 1986–1997 роках і яку було перероблено з врахуванням модифікацій Едварда Дікінсона у третьому виданні «The Howard and Moore Complete Checklist of the Birds of the World».

## Галерея

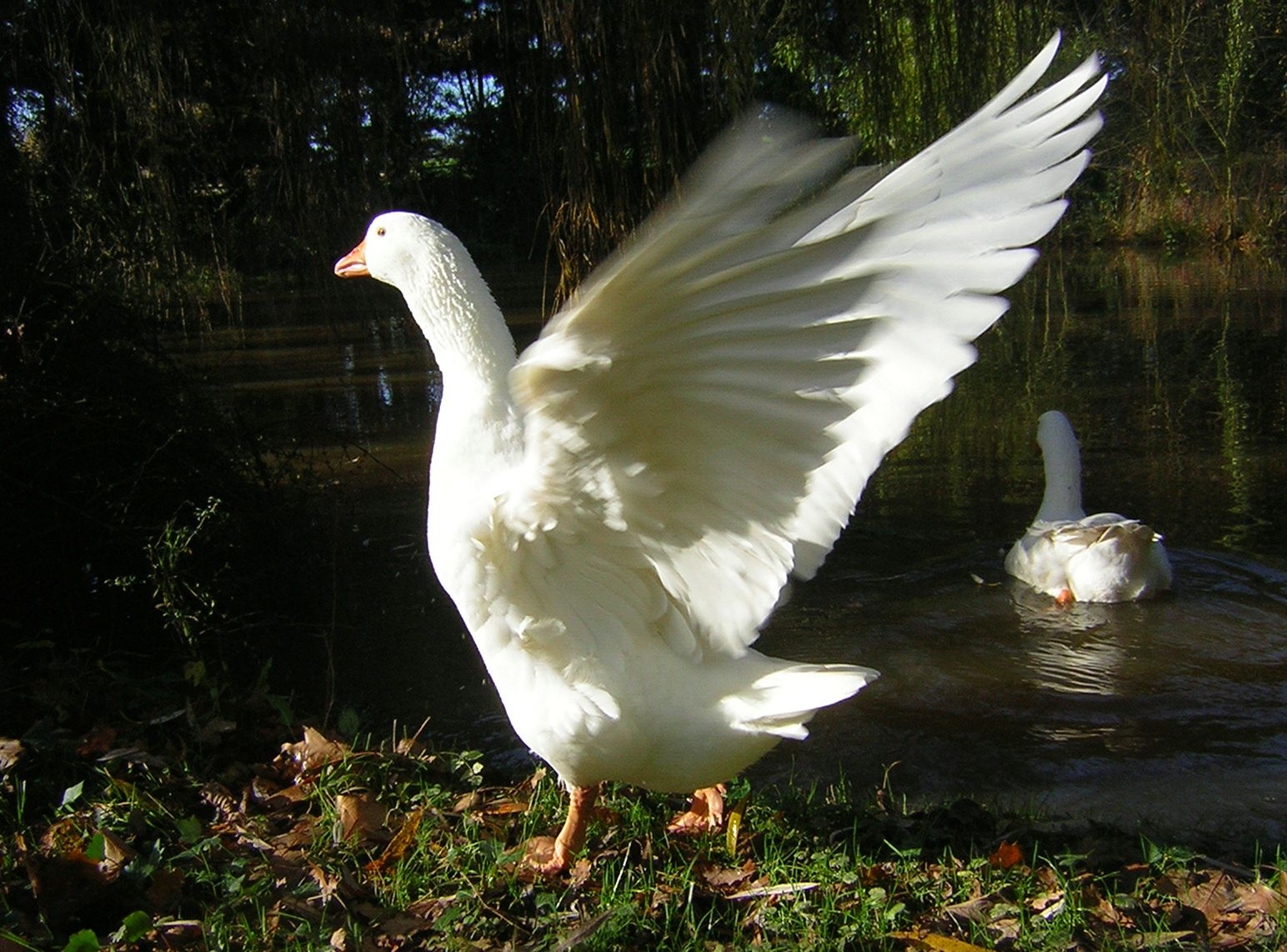
Гусак стріпується після купання
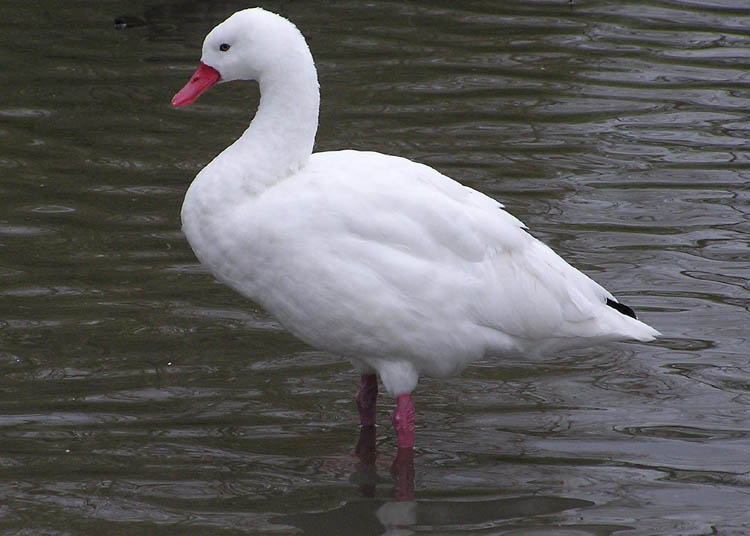
Коскороба (Coscoroba coscoroba)
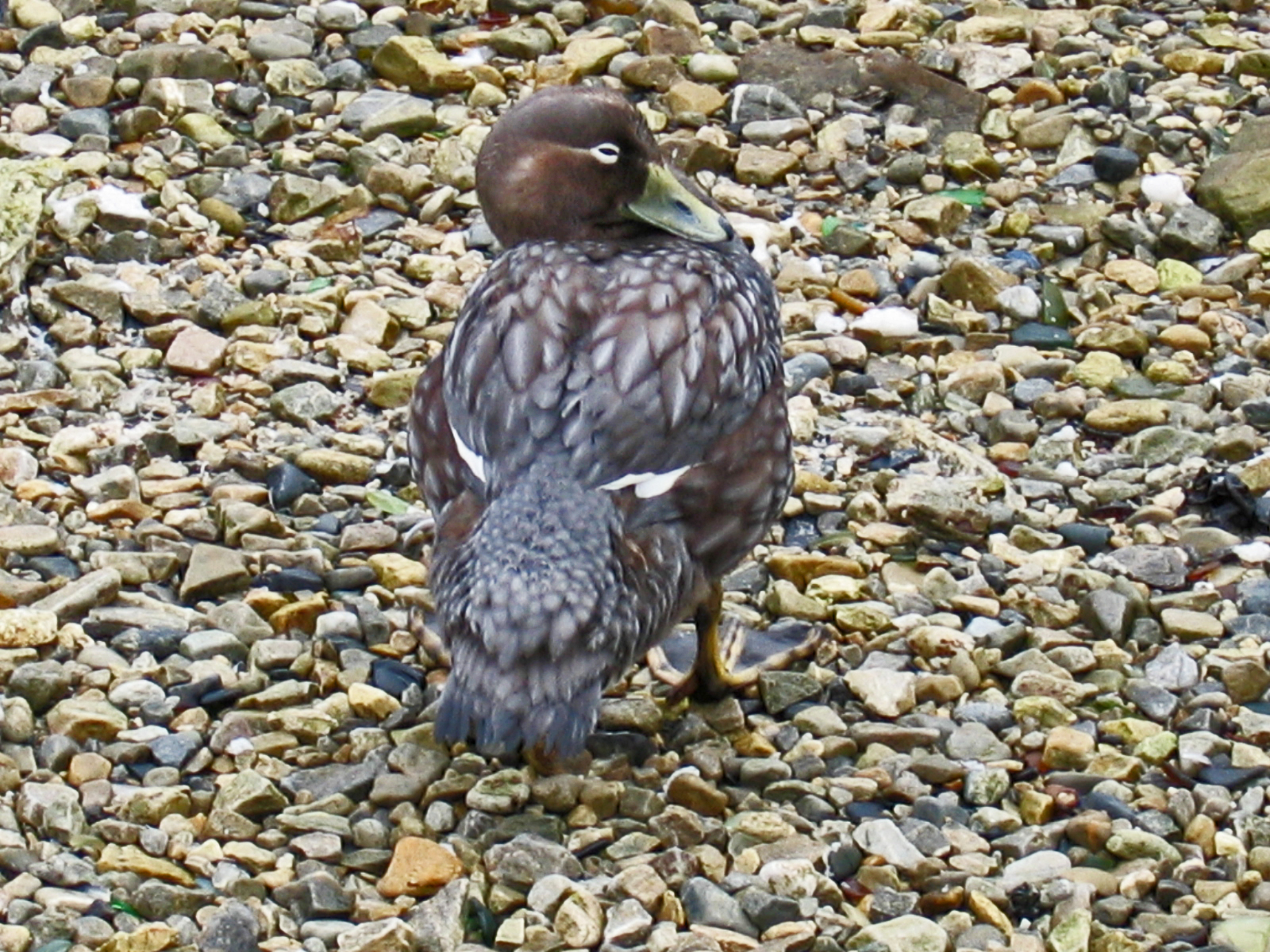
Tachyeres brachypterus
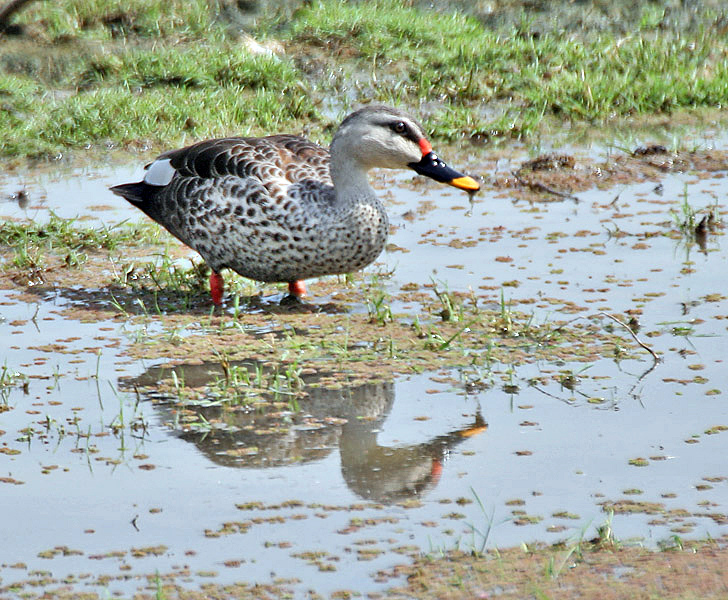
Anas poecilorhyncha
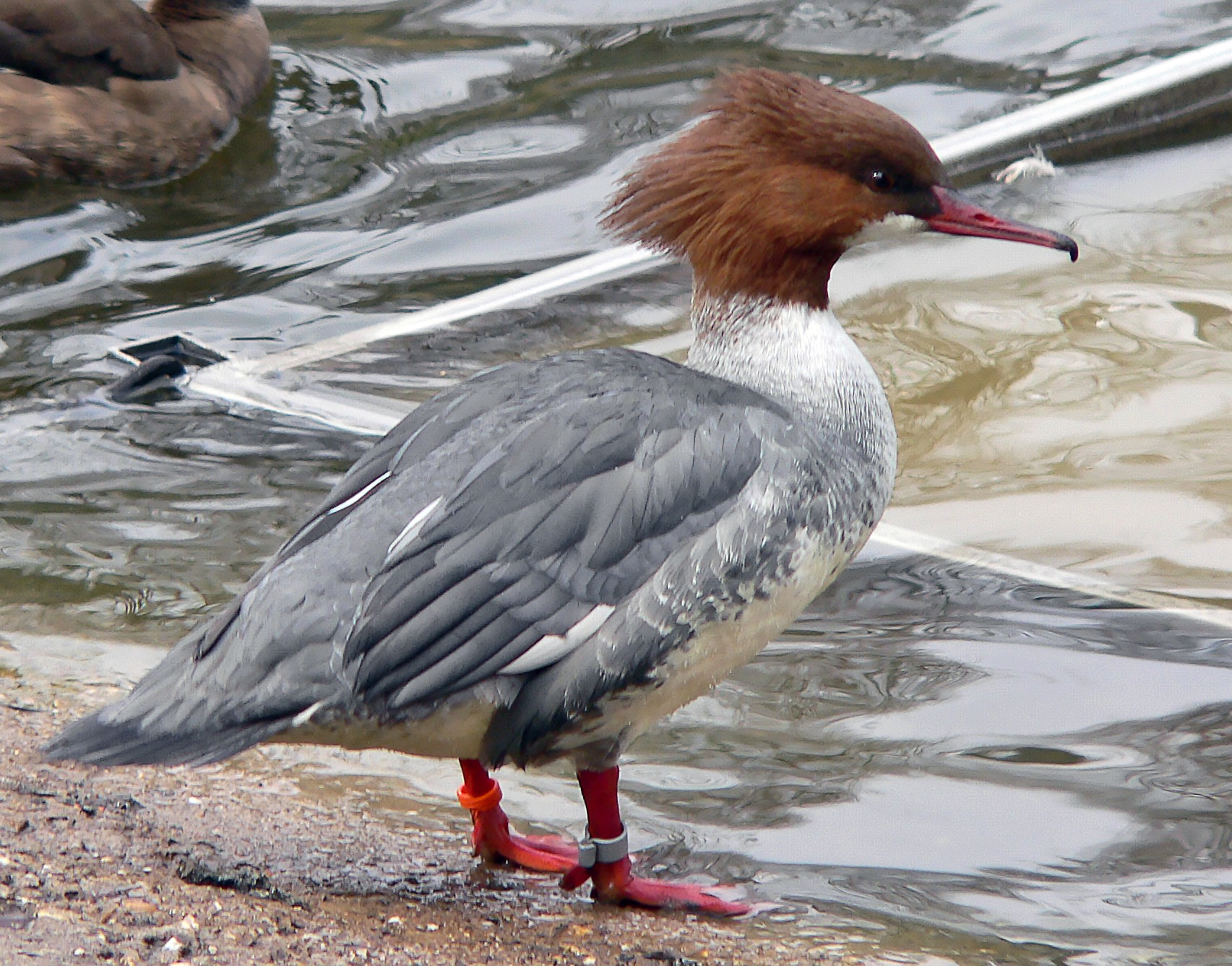
Самиця креха великого (Mergus merganser)
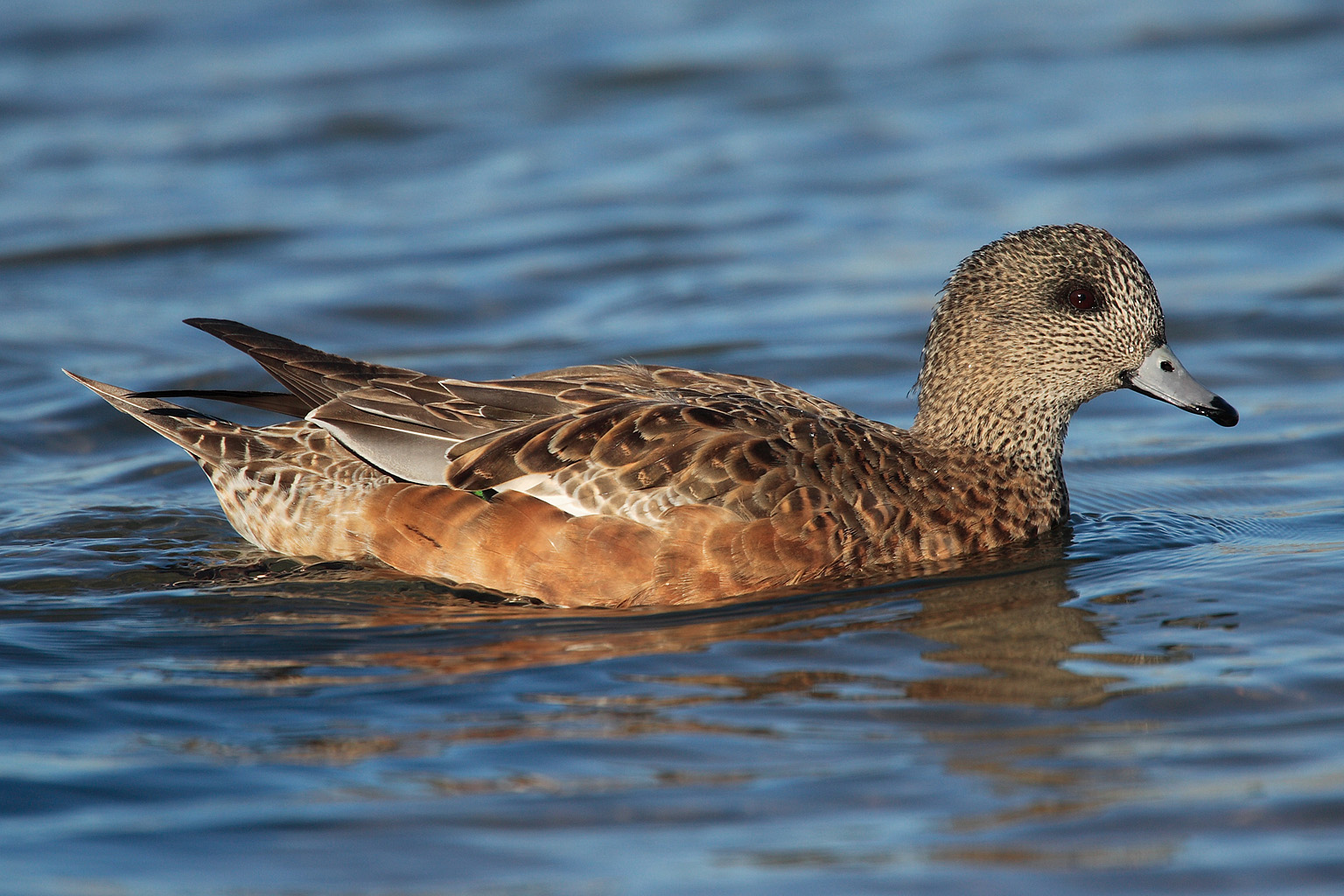
Anas americana
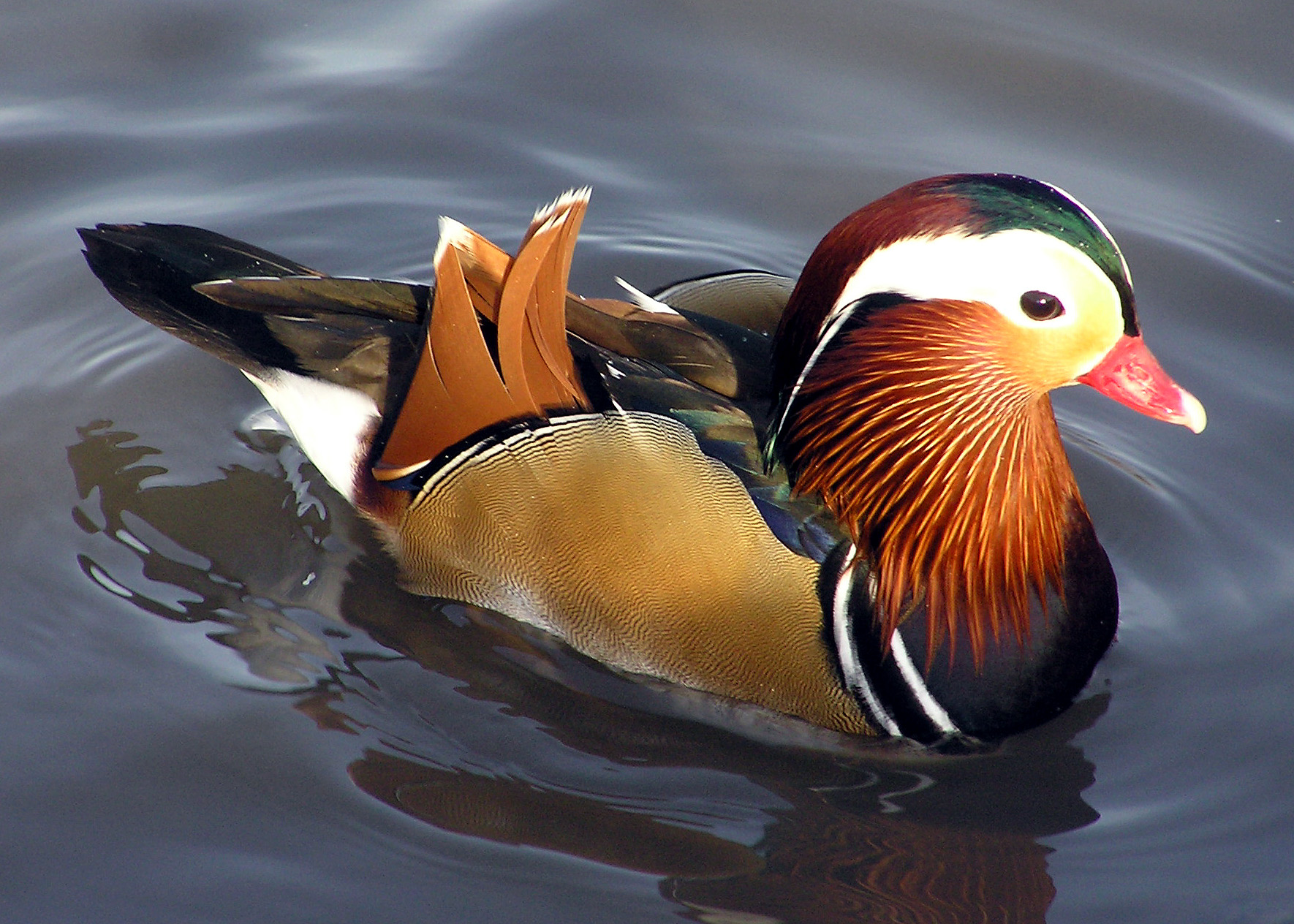
Мандаринка (Aix galericulata)